# Amélie
Amélie este un film francez din 2001, regizat de Jean Pierre Jeunet. Filmul este o comedie cu puternice influențe new wave, freecinema și dogma prin faptul că spectatorul nu este lăsat să-și imagineze nimic, acesta primește informații precise constant de la narator (a cărui voce se aude în off) precum și datorită stilului neconvențional în care s-a filmat.
Au fost utilizate numeroase filtre creând o varietate cromatică filmului, mișcări de aparat și încadraturi specifice cinematografiei post moderniste precum și utilizarea de efecte speciale (privirea de rămas bun a peștelui și topirea lui Amélie) deși nu este un film S.F. sau basm. Bruno de Bonne a fost director de imagine.
Numele original, le fabuleux destin d’Amélie Poulain, al cărui scenariu a fost scris tot de regizor prezintă o viziune idealizată a vieții contemporane pariziene, mai exact din Montmartre. Filmul a fost considerat rasist de Kaganski, deoarece nu apar negri sau alte etnii în film, însă regizorul a declarat că în caietul cu fotografii apăreau persoane variate etnic precum și actorul care l-a jucat pe Lucien este de origine africană.
Inițial filmul a fost refuzat de Gilles Jacob, cel care selecta filmele pentru Cannes, pe motiv că era „neinteresant”, însă acesta a vizionat un montaj prematur fără coloana sonoră, fapt ce ilustrează marea importanță a sunetului în film. Muzica de film a fost compusă de Yann Tiersen care a fost și premiat; acesta a mai compus și pentru Goodbye Lenin.
Amélie a câștigat 4 premii César (regie, imagine, muzică, decor) 2 BAFTA și 5 nominalizări la Oscar și multe altele în anii ce au urmat. Chiar și o nouă specie de broască semitransparentă descoperită în Amazonia a fost numită după film, biologul declarând că inspirația i-a venit de la modul în care filmul acordă atenție și pune accent pe detalii.
Regizorul, inițial intenționase să o distribuie pe Emily Watson, dar nereușind, a rescris scenariul pentru o actriță franceză. Amélie a fost jucată în final de Audrey Tautou, al cărei tată este medic dentist, iar mama educatoare asemeni părinților personajului ei. Audrey este cunoscută în afara Franței mai mult pentru rolul ei din ecranizarea controversatului roman Codul lui Da Vinci.

## Distribuție
- Audrey Tautou : Amélie Poulain
- Mathieu Kassovitz : Nino Quincampoix
- Rufus : Raphaël Poulain, le père d'Amélie
- Serge Merlin : Raymond Dufayel, le peintre
- Jamel Debbouze : Lucien, l’employé de Collignon à l’épicerie
- Isabelle Nanty : Georgette, la préposée à la vente de tabac et de tickets de jeu au bar
- Dominique Pinon : Joseph, l’ex amant de Gina
- Clotilde Mollet : Gina, la serveuse au bar
- Claire Maurier : Suzanne, la patronne au bar
- Artus de Penguern : Hipolito, l’écrivain raté au bar
- Yolande Moreau : Madeleine Wallace, la concierge
- Urbain Cancelier : Collignon, le patron de l’épicerie
- Maurice Bénichou : Dominique Bretodeau
- Lorella Cravotta : Amandine Poulain, la mère d'Amélie
- Michel Robin : le père de Collignon
- Andrée Damant : la mère de Collignon
- André Dussollier : le narrateur